# Lester Dubins

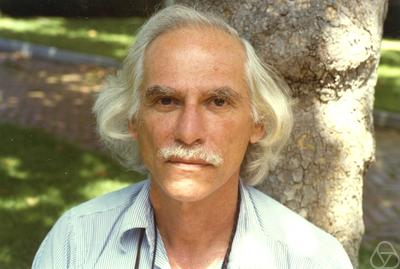
Lester Dubins (1979)

Lester Eli Dubins (* 27. April 1920 in Washington D. C.; † 11. Februar 2010) war ein US-amerikanischer Mathematiker.

## Akademischer Werdegang
Dubins wuchs in New York City auf und studierte am City College of New York mit dem Bachelor-Abschluss 1942. Im Zweiten Weltkrieg war er Offizier der US Air Force in Island. Nach dem Krieg war er eine Weile als Zivilist in der Radarentwicklung bei der US Air Force, setzte dann aber sein Studium an der University of Chicago fort mit dem Master-Abschluss 1950 und der Promotion bei Irving Segal 1955 (Generalized Random Variables). Die Dissertation war über die Radon-Nikodym-Ableitung im Fall von Zufallsvariablen mit Werten in Banachräumen.
Von 1951 bis 1955 war er am Institute for Air Weapons Research in Chicago tätig, dessen Berater er bis 1960 blieb. 1955 wurde er Assistant Professor am Carnegie Institute of Technology. Von 1957 bis 1959 war er am Institute for Advanced Study und ab 1959 als Fellow der National Science Foundation an der University of California, Berkeley. 1960 wurde er dort Assistant Professor und 1965 Professor. 2004 wurde er emeritiert (1990 wurde er zwar offiziell emeritiert, was er aber erfolgreich vor Gericht anfocht).

## Wissenschaftliche Schwerpunkte
Dubins schrieb mit Leonard J. Savage ein Buch über optimale Gewinnstrategien in Spielen mit Zufallskomponenten mit Anwendungen auf Glücksspiele wie Roulette. 1956 hatte er Savage, den er noch aus seiner Studentenzeit kannte, mit dem Nachweis überrascht, dass entgegen allgemeiner Überzeugung ein „Alles-oder-Nichts“ (sogenannte „kühne Strategie“, man setzt nicht unbedingt seinen gesamten Betrag, aber ausreichend viel um das Gewinnziel zu erreichen) beim Roulette (nur mit Rot-Schwarz-Alternative) keine eindeutige optimale Strategie ist, wenn es darum geht, die Wahrscheinlichkeit dafür zu maximieren, ein festes Gewinnergebnis zu erhalten. Eine typische Situation ist die Problemstellung, mit 1000 Dollar Guthaben so lange zu spielen bis man ein Ergebnis von 10.000 Dollar erreicht (man ist also gezwungen zu spielen). Die Art des Spiels kann variabel sein, es werden aber keine realen, sondern idealisierte Spielsituationen untersucht. Im Buch wird z. B. bewiesen, dass die kühne Strategie optimal ist bei einem Rot-Schwarz-Spiel mit Gewinnwahrscheinlichkeit {\displaystyle w\leq 0{,}5} (in der Terminologie des Buches subfair oder fair, {\displaystyle w>0{,}5} wäre superfair). Um (mögliche) technische Probleme zu umgehen, benutzten sie den Zugang von Bruno de Finetti von endlicher Additivität der Mengenfunktionen statt σ-Additivität, was damals ein wenig üblicher Zugang war. Das Buch führt Spielstrategien auf endlich additive diskrete stochastische Prozesse zurück. Savage und Dubins entwickelten die zugehörige Theorie ab 1956, mit einem ersten Manuskript, das sie 1960 zirkulieren ließen. Die kühne Strategie ist nicht immer optimal, wie sie im Lauf ihrer Untersuchung von Aryeh Dvoretzky erfuhren, der nachwies, dass bei sogenannten primitiven Casinos (wo ein bestimmtes Vielfaches {\displaystyle {\tfrac {1}{r}}} des Einsatzes gewonnen werden kann mit bestimmter Gewinnwahrscheinlichkeit {\displaystyle w}, und subfair, fair und superfair wird in Hinblick auf {\displaystyle w<r}, {\displaystyle w=r} und {\displaystyle w>r} definiert) die kühne Strategie nicht unbedingt optimal ist, wenn die Spielzeit begrenzt ist. Bei subfairem Spiel und unbegrenzter Spielzeit ist die kühne Strategie dagegen wie bei dem Rot-Schwarz-Kasino optimal. Ein zentrales Resultat waren nach später auch nach Savage und Dubins benannte Ungleichungen für stochastische Prozesse (Martingale), was im Untertitel des Buchs angesprochen wurde (in der ersten Auflage bei Dover 1976 wurde der Untertitel sogar zum Titel des Buchs). Dubins und Savage formulierten auch eine Reihe von offenen Problemen in ihrem Buch und Dubins berichtete in der Neuauflage über den Stand der Lösung. So bewies Gerald Smith 1967 dass die von Dubins und Savage für den Fall des Setzens auf eine Zahl beim Roulette bewiesene Optimalität der kühnen Strategie auch für den Fall des Setzens auf mehr als eine Zahl besteht.
Von Dubins und Gideon E. Schwarz stammt der Satz von Dubins-Schwarz. Darin zeigten sie, dass jedes kontinuierliche, unbeschränkte Martingal durch geeignete Reskalierung von Zeit und Raum aus Brownscher Bewegung gewonnen werden kann.
Dubins veröffentlichte mit Edwin Spanier eine Reihe von Sätzen der Maßtheorie (Sätze von Dubins und Spanier) formuliert als Sätze über faire Aufteilungen (im Englischen von ihnen fair cake cutting genannt und allgemein fair division, was bis auf Hugo Steinhaus zurückgeht).
Mit David Freedman erweiterte er 1981 ein Resultat von David Gale und L. S. Shapley von 1962 über die stabile Zuweisung von Studenten und Universitäten jeweils nach ihren Präferenzlisten (eine Variante eines Heiratssatzes). Gale und Shapley bewiesen die Existenz einer solchen stabilen Zuweisung, wobei stabil bedeutet, dass nicht der Fall eintreten kann, dass ein Student S1 einer Universität U2 zugewiesen wird und ein Student S2 einer Universität U1, obwohl S1 die Universität U1 gegenüber U2 präferiert und U1 den Studenten S1 gegenüber S2. Dubins und Freedman bewiesen, dass Studenten ihre Ergebnisse in der Zuweisung nicht verbessern können, wenn sie über ihre Präferenzen lügen. Auch Koalitionen von Studenten können so nicht das Gesamtergebnis ihrer Mitglieder verbessern, vorausgesetzt die übrigen Studenten lügen nicht.
1977 schlug er einen optimalen Entscheidungsprozess für Gruppen vor, bei dem Nachteile etwa durch Zahlungen ausgeglichen werden.
Er befasste sich außer mit Wahrscheinlichkeitstheorie (stochastische Prozesse, Martingale) und Spieltheorie auch mit Analysis, Geometrie (Differentialgeometrie), Topologie, Maßtheorie und konvexer Analysis. Nach ihm sind Dubin-Pfade und Dubin-Kurven benannt. Dabie wird die kürzeste Kurve zwischen zwei Punkten in der euklidischen Ebene gesucht mit Bedingungen für die Krümmung und vorgegebenen Tangenten an den Anfangs- und Endpunkten. Als geeignete Bedingung für die Krümmung machte er aus, dass die mittlere Krümmung kleiner gleich einer Konstanten {\displaystyle k} ist (womit {\displaystyle |{\vec {t}}(s_{1})-{\vec {t}}(s_{2})|\leq k|s_{1}-s_{2}|} gemeint ist für alle Bogenlängenwerte {\displaystyle s_{1}},{\displaystyle s_{2}} im Definitionsintervall, wobei {\displaystyle {\vec {t}}(s)} die Tangente der Kurve ist). Er bewies, dass die Kurve aus Kreissegmenten maximaler Krümmung und Geraden besteht. Dubins ging das Problem noch als Student an und veröffentlichte darüber 1957. Auch das wurde von vielen Mathematikern aufgegriffen und spielt eine Rolle in der Robotik.
Dubins gab auch 1960 eine einfache Ableitung des Vier-Vertex-Theorems (es gibt wenigstens vier Punkte auf einer geschlossenen konvexen Kurve in der Ebene mit stetiger Krümmung, an denen die Krümmung ein relatives Minimum oder Maximum annimmt) aus dem Satz von Axel Schur.

## Schriften
Bücher:
- mit Leonard J. Savage: How to gamble if you must. Inequalities for Stochastic Processes, McGraw Hill 1965, Dover 1976, 2. Auflage 2014 (mit Anhängen von William Sudderth und David Gilat)[6]

Einige Aufsätze, soweit nicht in den Fußnoten aufgeführt:
- mit David Blackwell: Merging of opinions with increasing information, Annals of Mathematical Statistics, Band 33, 1962, S. 882–886
- mit David A.Freedman: "On the Expected Value of a Stopped Martingale, Annals of Mathematical Statistics., Band 37, 1966, S. 1505–1509.
- mit David A. Freedman: Invariant probabilities for certain Markov processes, Annals of Mathematical Statistics, Band 37, 1966, S. 837–848
- mit David A. Freedman: Random distribution functions, in 5th Berkeley Symposium on Mathematical Statistics and Probability, 1967, S. 158
- On a theorem of Skorohod, Annals of Mathematical Statistics, Band 39, 1968, S. 2094–2097
- mit David Blackwell: On existence and non-existence of proper, regular, conditional distributions, Annals of Probability, Band 3, 1975, S. 741–752
- Finitely additive conditional probabilities, conglomerability and disintegrations, Annals of Probability, Band 3, 1975, S. 89–99
- The gambler's ruin problem for periodic walks, Statistics, probability and game theory, Band 30, 1996, S. 7–12
- Invariant gambling problems and Markov decision processes, in: Eugene A. Feinberg, Adam Shvartz (Hrsg.), Handbook of Markov decision processes, 40:409-428, 2002.